# Siphocampylus angustiflorus
Siphocampylus angustiflorus är en klockväxtart som beskrevs av Rudolf Schlechter och Alexander Zahlbruckner. Siphocampylus angustiflorus ingår i släktet Siphocampylus och familjen klockväxter. Inga underarter finns listade i Catalogue of Life.